# شصت و پنجمین دوره جوایز اسکار

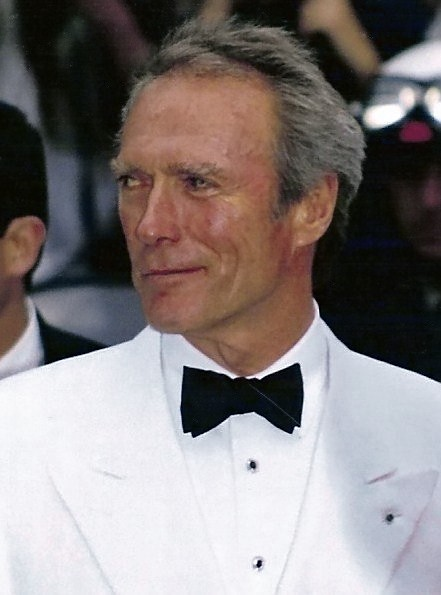

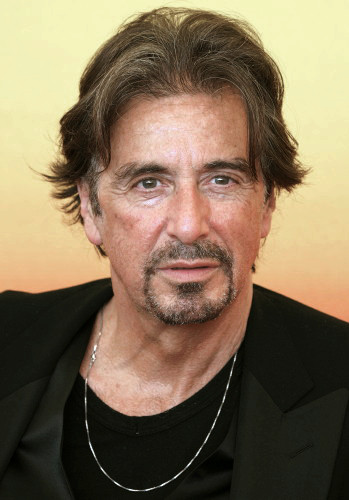

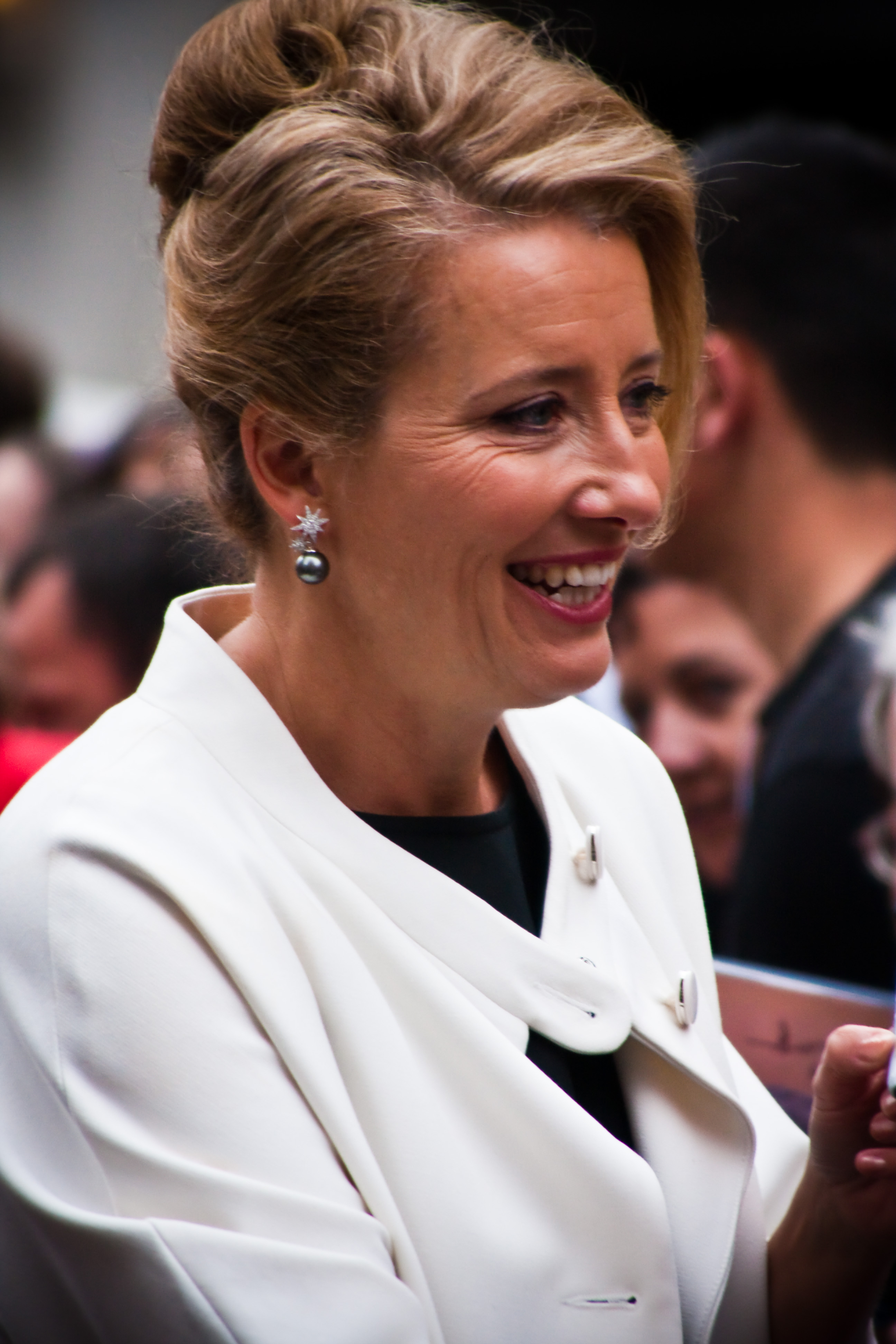

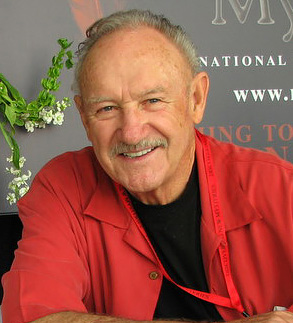

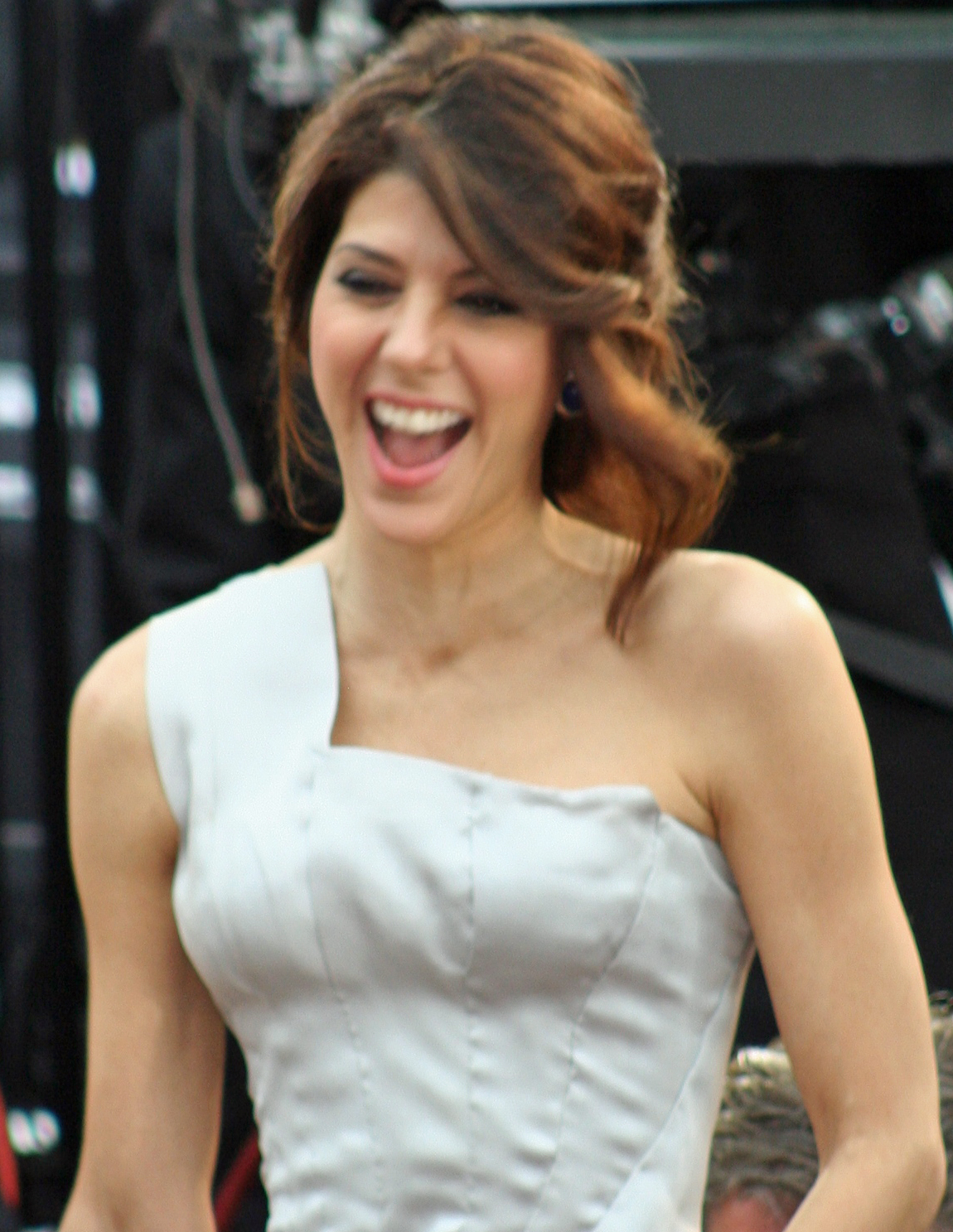

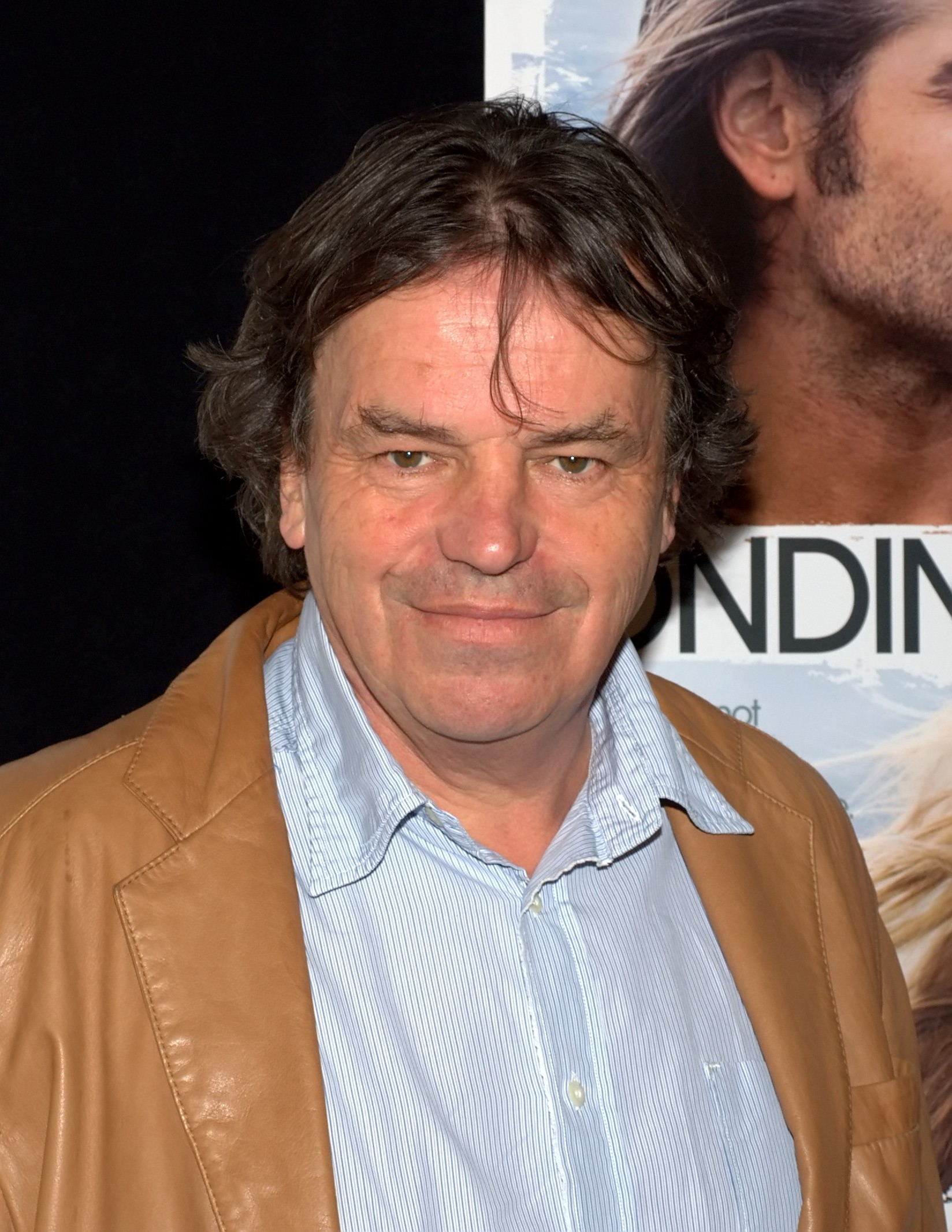

شصت و پنجمین دوره مراسم اعطای جوایز اسکار در تاریخ ۲۹ مارس ۱۹۹۳ در دوروتی چندلر پاویون لوس آنجلس برگزار شد. در این مراسم بهترین فیلم‌های سال ۱۹۹۲ جهان به انتخاب آکادمی علوم و هنرهای تصاویر متحرک جایزه گرفتند.
بیلی کریستال مجری این مراسم بود

## جوایز
| بهترین فیلم | بهترین کارگردانی |
| --- | --- |
| - نابخشوده - کلینت ایستوود - بوی خوش زن - مارتن برست - چند مرد خوب - راب رینر، اندرو شینمن - هواردز اند - اسماعیل مرچنت - بازی گریه - استیون وولی | - کلینت ایستوود – نابخشوده - رابرت آلتمن – بازیگر - مارتن برست – بوی خوش زن - جیمز ایوری – هواردز اند - نیل جوردن – بازی گریه |
| بهترین بازیگر نقش اول مرد | بهترین بازیگر نقش اول زن |
| - آل پاچینو – بوی خوش زن - رابرت داونی جونیور – چاپلین - کلینت ایستوود – نابخشوده - استفن ری – بازی گریه - دنزل واشنگتن – مالکوم ایکس | - اما تامسون – هواردز اند - کاترین دنو – هندوچین - مری مکدانل – پشن فیش - میشل فایفر – لاو فیلد - سوزان ساراندون – روغن لورنزو |
| بهترین بازیگر نقش مکمل مرد | بهترین بازیگر نقش مکمل زن |
| - جین هکمن – نابخشوده - جی دیویدسون – بازی گریه - جک نیکلسون – چند مرد خوب - آل پاچینو – گلن‌گری گلن راس - دیوید پایمر – آقای شنبه شب | - مریسا تومه – پسرعمویم وینی - جودی دیویس – شوهران و همسران - جوآن پلورایت – آوریل افسون‌شده - ونسا ردگریو – هواردز اند - میراندا ریچاردسون – آسیب |
| فیلم‌نامه اوریژینال | فیلم‌نامه اقتباسی |
| - بازی گریه – نیل جوردن - شوهرها و همسران – وودی آلن - روغن لورنزو – نیک انرایت و جرج میلر - پشن فیش – جان سایلس - نابخشوده – دیوید پیپلز | - هواردز اند – روث پراور جابوالا from هواردز اند نوشته ادوارد مورگان فورستر - آوریل افسون‌شده – پیتر بارنز (نمایش‌نامه‌نویس) from آوریل افسون‌شده نوشته الیزابت فون آرنیم - بازیگر – Michael Tolkin from The Player نوشته Michael Tolkin - رودخانه‌ای از میان آن می‌گذرد – Richard Friedenberg from "A River Runs Through It" نوشته Norman Maclean - بوی خوش زن – بو گولدمن from the novel Il Buio E Il Miele نوشته جووانی آرپینو و the film بوی خوش زن (فیلم ۱۹۷۴) نوشته روجرو ماکاری و دینو ریسی |
| بهترین فیلم غیر انگلیسی‌زبان | |
| - هند و چین (فرانسه) به فرانسوی – رژیس وارنیه - Daens (Belgium) به هلندی – Stijn Coninx - Schtonk! (آلمان) به آلمانی – هلموت دیتل - Close to Eden (روسیه) به روسی – نیکیتا میخالکوف - A Place in the World (Uruguay) in Spanish – آدولفو آریستارائین (nomination revoked)[A] | |
| بهترین مستند | بهترین مستند کوتاه |
| - فریب پاناما – Barbara Trent و David Kasper - Changing Our Minds: The Story of Dr. Evelyn Hooker – David Haugland - Fires of Kuwait – Sally Dundas - Liberators: Fighting on Two Fronts in World War II – William Miles و Nina Rosenblum - Music for the Movies: Bernard Herrmann – Margaret Smilow و Roma Baran | - Educating Peter – Thomas C. Goodwin و Gerardine Wurzburg - At the Edge of Conquest: The Journey of Chief Wai-Wai – Geoffrey O’Connor - Beyond Imagining: Margaret Anderson و the "Little Review" – وندی وینبرگ - The Colours of My Father: A Portrait of Sam Borenstein – Richard Elson و Sally Bochner - When Abortion Was Illegal: Untold Stories – Dorothy Fadiman |
| بهترین فیلم کوتاه زنده | بهترین انیمیشن کوتاه |
| - Omnibus – Sam Karmann - Contact – Jonathan Darby و Jana Sue Memel - Cruise Control – Matt Palmieri - The Lady in Waiting – Christian M. Taylor - Swan Song – کنت برانا | - Mona Lisa Descending a Staircase – Joan C. Gratz - Adam – پیتر لرد - Reci, reci, reci – میخائلا پاولاتووا - The Sandman – Paul Berry - Screen Play – Barry Purves |
| بهترین موسیقی فیلم | بهترین ترانه |
| - علاءالدین – آلن منکن - غریزه اصلی – جری گلدسمیت - چاپلین – جان بری - هواردز اند – ریچارد رابینز - رودخانه‌ای از میان آن می‌گذرد – مارک ایشام | - "A Whole New World" از علاءالدین – موسیقی توسط آلن منکن; Lyric by تیم رایس - "Friend Like Me" از علاءالدین – موسیقی توسط آلن منکن; Lyric by هاوارد اشمن - "هیچی ندارم" از محافظ شخصی – موسیقی توسط دیوید فاستر; Lyric by Linda Thompson - "Run to You" از محافظ شخصی – موسیقی توسط Jud Friedman; Lyric by Allan Rich - "Beautiful Maria of My Soul" ازپادشاهان مامبو – موسیقی توسط رابرت کرفت; Lyric by Arne Glimcher                                                                      |
| بهترین تدوین صدا | بهترین میکس صدا |
| - دراکولای برام استوکر – David E. Stone و تام مک‌کارتی (ویرایشگر صدا) - علاءالدین – Mark A. Mangini - تحت محاصره – John Leveque و Bruce Stambler | - آخرین موهیکان – Chris Jenkins، Doug Hemphill، Mark Smith و Simon Kaye - علاءالدین – Terry Porter، مل متکالف، David J. Hudson و Doc Kane - چند مرد خوب – Kevin O'Connell، Rick Kline و Robert Eber - تحت محاصره – دونالد میچل (مهندس صدا)، Frank A. Montaño، Rick Hart و Scott D. Smith - نابخشوده – Les Fresholtz، Vern Poore، Dick Alexander و Rob Young |
| بهترین طراحی صحنه | بهترین فیلمبرداری |
| - هواردز اند – کارگردان هنری: Ian Whittaker; Set Decoration: Luciana Arrighi - دراکولای برام استوکر – Art Direction: Thomas E. Sanders; Set Decoration: Garrett Lewis - چاپلین – Art Direction: Stuart Craig; Set Decoration: Chris Butler - Toys – Art Direction: فردیناندو اسکارفیوتی; Set Decoration: Linda DeScenna - نابخشوده (فیلم ۱۹۹۲) – Art Direction: Henry Bumstead; Set Decoration: Janice Blackie-Goodine | - رودخانه‌ای از میان آن می‌گذرد - فیلیپ روسلو - هوفا - استفن اچ. باروم - هواردز اند - تونی پی‌یرس-رابرتز - عاشق - Robert Fraisse - نابخشوده - جک ان. گرین |
| بهترین گریم و آرایش مو | بهترین طراحی لباس |
| - دراکولای برام استوکر – گرگ کینم، Michele Burke و Matthew W. Mungle - بازگشت بتمن – وی نیل، Ronnie Specter و استن وینستون - هوفا – وی نیل، گرگ کینم و John Blake | - دراکولای برام استوکر – ایکو ایشیوکا - آوریل افسون‌شده – Sheena Napier - هواردز اند – جنی بیون و John Bright - مالکوم ایکس – Ruth E. Carter - اسباب بازی‌ها – آلبرت وولسکی |
| بهترین تدوین فیلم | بهترین جلوه‌های ویژه |
| - نابخشوده – جوئل کاکس - غریزه اصلی – فرانک جی. اوریوست - بازی گریه – Kant Pan - چند مرد خوب – رابرت لیتان - بازیگر – Geraldine Peroni | - مرگ درخور اوست – Ken Ralston، Doug Chiang, Douglas Smythe و Tom Woodruff Jr. - بیگانه ۳ – Richard Edlund, Alec Gillis, Tom Woodruff, Jr. و George Gibbs - بازگشت بتمن – Michael L. Fink, Craig Barron، John Bruno و Dennis Skotak |

## Multiple نامزدی‌ها و جوایز
| Nominations | Film                        |
| ----------- | --------------------------- |
| ۹           | هواردز اند                  |
| ۹           | نابخشوده                    |
| ۶           | بازی گریه                   |
| ۵           | علاءالدین                   |
| ۴           | دراکولای برام استوکر        |
| ۴           | چند مرد خوب                 |
| ۴           | بوی خوش زن                  |
| ۳           | چاپلین                      |
| ۳           | آوریل افسون‌شده              |
| ۳           | بازیگر                      |
| ۳           | رودخانه‌ای از میان آن می‌گذرد |
| ۲           | غریزه اصلی                  |
| ۲           | بازگشت بتمن                 |
| ۲           | محافظ شخصی                  |
| ۲           | هوفا                        |
| ۲           | شوهرها و همسران             |
| ۲           | هند و چین                   |
| ۲           | روغن لورنزو                 |
| ۲           | مالکوم ایکس                 |
| ۲           | پشن فیش                     |
| ۲           | اسباب بازی‌ها                |
| ۲           | تحت محاصره                  |

| Awards | Film                 |
| ------ | -------------------- |
| ۴      | نابخشوده             |
| ۳      | دراکولای برام استوکر |
| ۳      | هواردز اند           |
| ۲      | علاءالدین            |